# 코나 커피

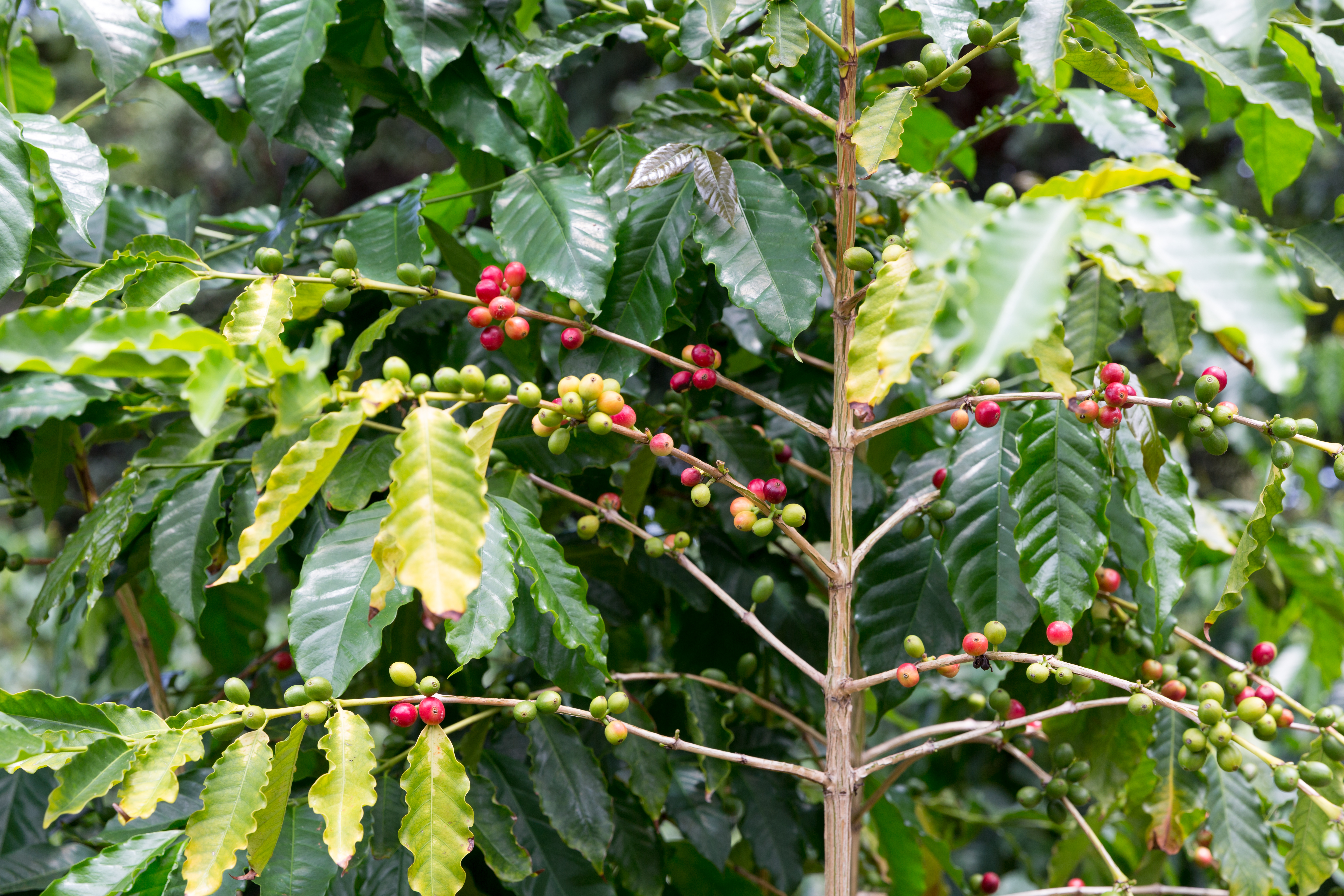
코나 커피 식물

코나 커피(Kona coffee)는 하와이 빅 아일랜드 북부 및 남부 코나 지역의 후알라라이산(Hualalai) 및 마우나로아산 경사면에서 재배되는 커피(Coffea arabica)의 판매명이다. 세계에서 가장 비싼 커피 중 하나이다. 코나 지역의 커피만이 "코나"로 기술할 수 있다. 아침의 화창한 날씨, 오후의 구름이나 비, 바람이 거의 없는 온화한 밤, 다공성 미네랄이 풍부한 화산 토양이 결합되어 커피 재배에 유리한 조건을 만든다. 하와이 언어로 커피의 외래어는 kope이며 [ˈkope]로 발음된다.

## 같이 보기
- 자메이카 블루 마운틴